# Ministère des Transports (Azerbaïdjan)
Pour les autres articles nationaux ou selon les autres juridictions, voir Ministère des Transports.
Le ministère des Transports de la République d'Azerbaïdjan (Azərbaycan Respublikasının Nəqliyyat Nazirliyi) était un organisme gouvernemental du gouvernement de l'Azerbaïdjan chargé de réglementer le secteur des transports en République azerbaïdjanaise. Le ministère était dirigé par Ziya Mammadov jusqu'au 13 février 2017, date à laquelle le ministère a été transformé en ministère des Transports, des Communications et des Hautes technologies.

## Histoire
Le ministère a été créé le 5 août 1998 par le décret présidentiel n o 743. Le statut du ministère a été approuvé par le président Heydar Aliyev le 10 juin 2003. Selon la charte du ministère, il est responsable de l'organisation et de la mise en œuvre des politiques dans le secteur des transports ferroviaires, maritimes, aériens et automobiles. Le 13 février 2017, le ministère a été absorbé par le nouveau ministère des Transports, des Communications et des Hautes Technologies.

## Structure
Le ministère était dirigé par le ministre des Transports, assisté de deux députés. Ses principales fonctions consistaient à réglementer les activités dans le secteur des transports en Azerbaïdjan, à savoir les activités de transport d’entités par chemin de fer, voie navigable, automobile, air; activités d'expédition et d'expédition; conception, projection et construction de routes, réparation et entretien de routes; maintenance technique des équipements hydrotechniques dans le transport maritime; préparation des ressources humaines et mise en œuvre de la recherche scientifique; coopération avec les ministères des transports d'autres pays pour des projets communs.

## Projets
Le ministère était impliqué dans de grands projets internationaux tels que TRACECA pour la revitalisation de l'ancienne voie de la soie ou le chemin de fer Kars-Tbilisi-Baku. Presque tous les projets de transport en Azerbaïdjan, à l'exception des oléoducs et des gazoducs tels que Bakou-Tbilissi-Ceyhan, étaient réglementés par le Ministère des transports.  La forte croissance économique de l'Azerbaïdjan au cours des dernières années a été à l'origine de nombreux projets de construction, y compris la réparation et la construction de nouvelles routes dans tout le pays. En 2004, 46 km de route entre Alat et Qazimammad ont été construits, 6 nouveaux ponts de passage supérieur ont été construits à Gabala, Tovuz, Gadabay, Ujar, Quba et Bilajari, 290 km et des routes existantes, 3 ponts ont été entièrement réparés.